# WASP-55
WASP-55とは、約980光年離れた位置にあるG型主系列星である。WASP-55は太陽よりもはるかに若い恒星で、年齢は約11+8
−6億年である。重元素の割合は太陽と類似している。
2016年の調査では、WASP-55から推定4.435″±0.018″離れた位置に1つの伴星候補が発見された。2017年のフォローアップ観測では、伴星であると疑われている赤色矮星の温度が3340±90 Kと測定されたが、WASP-55に重力的に束縛されているかどうかは確認できなかった。
| 太陽 | WASP-55   |
| ---- | --------- |
| 太陽 | Exoplanet |

## 惑星系
2012年、ホット・ジュピターに分類される太陽系外惑星であるWASP-55bが検出された。WASP-55bの平衡温度は1305 Kである。
| 名称 （恒星に近い順） | 質量         | 軌道長半径 （天文単位） | 公転周期 (日) | 軌道離心率 | 軌道傾斜角 | 半径         |
| --------------------- | ------------ | ----------------------- | ------------- | ---------- | ---------- | ------------ |
| b                     | 0.62±0.04 MJ | 0.0558±0.0006           | 4.4656291     | <0.1       | 89.0±0.2°  | 1.34±0.01 RJ |